# Турецький одяг

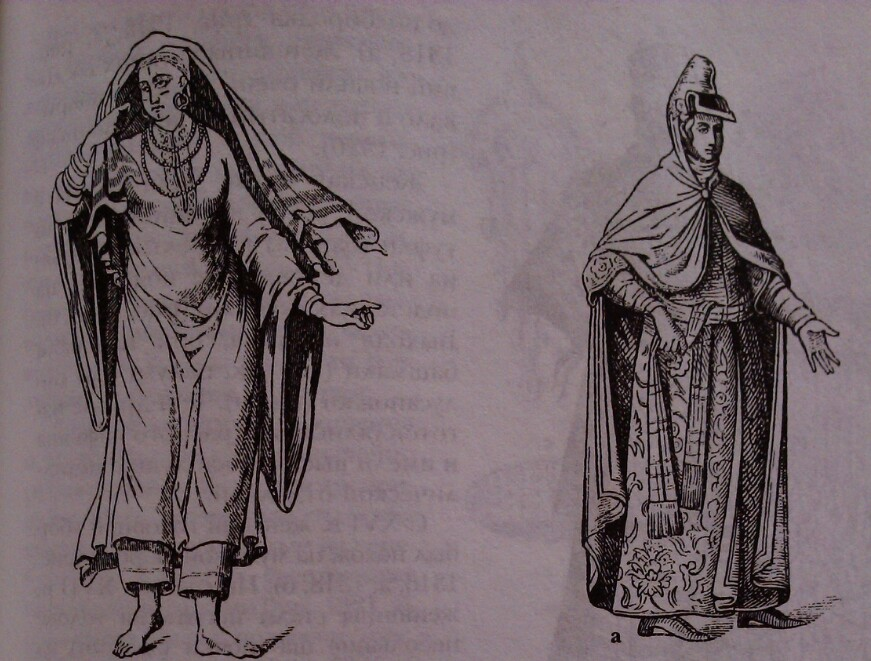
Турецький одяг

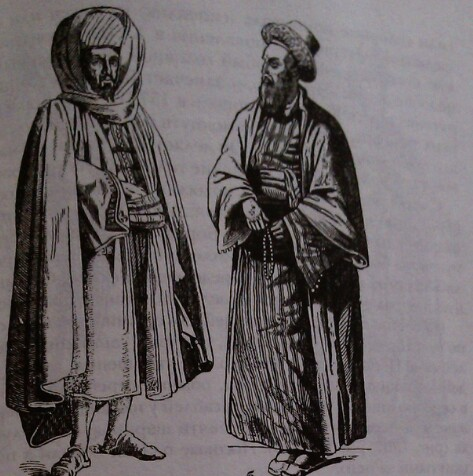
Турецький одяг 2

Турецький одяг - турецький національний одяг і його складові.

## Історичні умови формування національного турецького костюму
Дослідники вважають, що захоплення Мехметом II Константинополя в 1453 р. є датою завершення формування національної культури османів. Однак вона закінчилася формуватися ще за Мурата I 1359—1389 рр. , коли османи майже завоювали всю Грецію і прищеплювали свою культуру іншим народам. Великий вплив на побут і життя турків мала релігія і військова агресивна політика. Релігія не допускала ніяких змін у зовнішньому вигляді правовірного мусульманина. Культурні риси арабів і персів чітко просліджуються і в турецькому костюмі.

## Кольори і матеріали одягу
Турецький народний костюм сформувався в XV—XVI ст. Серед матерії з якої виготовляли одяг найбільш розповсюдженими були: тафта, атлас, хутро, сукно, льон, батист, муслін. Кольори одягу вибирали, самі такі, які носив пророк Мухаммед, а саме: білий, чорний, зелений, іноді червоний. Чорній колір не любили носити представники Османської династії. Чорний колір вони припинили носити за Орхана I. А Мурад I і Мехмед II завжди одягались тільки в білий колір. Білий і зелений офіційно носили військо, однак ці два кольори могли бути ознакою звання людини і її положення в суспільстві. Костюм великого візира був із білого шовку, у муфтія — із білого сукна, у пашів — із зеленого шовку.

## Чоловічий одяг
Чоловічий одяг складався із штанів, сорочки, камзола з курткою або кафтаном, кушака, верхнього кафтану, башмаків і головного убору. Штани (дзагшин), які одягалися на голе тіло і стягувалися навколо поясу шнурком з вишитими кінцями. Спочатку вони були короткими, з XV століття трансформувалися у довгі штани. Їх шили із тонкої шовкової матерії, а пізніше із полотна і бавовняної тканини. Сорочка каіс, яку одягали поверх штанів, доходила до середини литок. Сорочка була із широкими рукавами, і виготовляли їх із шовку, полотна або мусліна. Камзол (субун) без комірцю доходив до стегон. З переду розкритий а по бортам густо прикрашений ґудзиками. Шили його зазвичай із синього або червоного сукна. На камзол зверху одягали куртку-суджері або кафтан. Пас (геззім), який носили з камзолом або каптаном, однак його ніколи не одягали з курткою, виготовляли із шовкової матерії або із шалі, а на кінцях обшивали бахромою. Верхня сукня — вердже або фердже — була офіційним, традиційним, святковим одягом. Воно зберегло свій старий крій і мало вигляд довгого, широкого одягу, з різноманітними вставками, вирізами, згодом його прикрашали хутром. Також носили більш вузьку спідницю (джеба), яка була схожа на перську. А в холодну або дощову погоду одягали широкі плащі із верблюжого сукна.

## Чоловічий головний убір
Чоловічий головний убір (дульбеід, тульбеід або тюрбан) завжди залишався найбільш примітною частиною турецького костюму. Найстарішим головним убором для турків є кругла або чотирьохкутна повстяна шапка (ковпак) з хутряною околицею. Такі шапки із червоного сукна (тадж-хорасани) носили ще султани ОсманІ та ОрханІ. Тюрбан же був обгорнутий білим мусліном почали використовувати тільки за часів Мехмеда II. Тюрбан (чалма) складався із шапки різної висоти і форми — круглої, напівкруглої, циліндричної, грушоподібної, конічної, гладкою або рубчастої — і обгорненого навколо неї довгого шматка мусліну. Шапка була червоного кольору, а тюрбан — білого, у емірів — зеленого. Тюрбан могли прикрашати дорогоцінним камінням, перловими нитками і пір'ям, які прикріплялися з переду або по боках. Султани носити тюрбани із трьома пір'ям, усипані діамантами. Великий візир мав право мати на своєму тюрбані лише два пера, інші чиновники по одному, а деяким взагалі заборонялося носити пір'я на тюрбані. Крім тюрбанів були і інші головні убори такі як: каук, форми і розміри якого визначалися положенням людини в суспільстві; ускіуф — висока шапка яничар. Для захисту від комах носили (сенеклік), яку виготовляли із дуже тонкої шовкової матерії.

## Чоловіче взуття
Взуття складалося з легких черевиків, які нагадували шкарпетки із жовтого саф'яну (мезд) або такі ж туфлі (пайпуш, башма), для вулиці використовували — терлін, і широкі напівчобітки (йджи). Майже все взуття виготовлялося із товстого червоного саф'яну. Тільки улеми носили черевики темно-синього кольору.

## Жіночий одяг
За легендами жіночий костюм сформувався за догмами пророка. Нікому, крім близьких родичів вони не мали права показувати свого обличчя, також прикривати руки і ноги. Виходячи з дому турчанки одягали широкий, довгий суконний кафтан (вердже) або плащ з комірами, зазвичай зеленого кольору. Одяг темного кольору носили тільки вірменки або гречанки. Голову і обличчя закривали покривалом (марама), яка складалася з двох довгих і широких смуг білого серпанку, одну з яких підв'язували під підборіддям, а другою закривали обличчя до самих очей. Крім того, носили шапочки з прикріпленою до них чотирикутної вуаллю з чорного газу або чорного кінського волосся, яку закривало все обличчя до підборіддя. Штани, які носили виготовляли із серпанку і полотна. Зверху одягали сорочки, які були схожу на чоловічі, але були коротшими. Верхній одяг складався із шовкового бешмету, який був розшитий узорами і казікан з широкими рукавами.

## Жіноче взуття
Вдома жінки носили туфлі (башма) із жовтого саф'яну, або взуття на дерев'яній основі (кубкаб). Виходячи з дому вони взували башмаки (терлік, палум) або напівчобітки (йджи) з високим каблуком.

## Жіночі головні убори і прикраси
В XVI столітті жіночий головний убір був схожий на чоловічий тюрбан. Але з кінця XVII століття жінки почали носити на голові невеликі шапочки (заджин), які виготовляли із шовку, оксамиту і парчі. Їх прикрашали бантами, іноді дорогоцінним камінням. Вдома жінки ходили з розпущеним волоссям, виходячи на вулицю заплітали в коси (йрмази). Жіночі прикраси були найбільш різноманітними. До їх числа належали невеликі плоскі шапочки викарбувані із срібла і золота, прикрашені кольоровими шнурками, підвіски, сережки, браслети, кільця, намиста, аграфи, віяла. Носити траур у турків не було прийнято. До XVII століття чоловіки в знак трауру іноді одягали кафтан темного кольору, а знатні люди випускали з-під тюрбану смужку чорної тафти, шириною у три пальці.